# Мясницкий проезд
Мясни́цкий прое́зд — небольшая улица в центре Москвы в Басманном и Красносельском районах между Мясницкой улицей и площадью Красные Ворота. В проезде находится станция метро «Красные Ворота».

## История
Первоначальное название Красноворотская улица (по площади Красные Ворота), затем Мясницкий проезд (по Мясницкой улице), с 1936 года вслед за улицей переименован в Кировский проезд. В 1993 году восстановлено название Мясницкий проезд.

## Описание

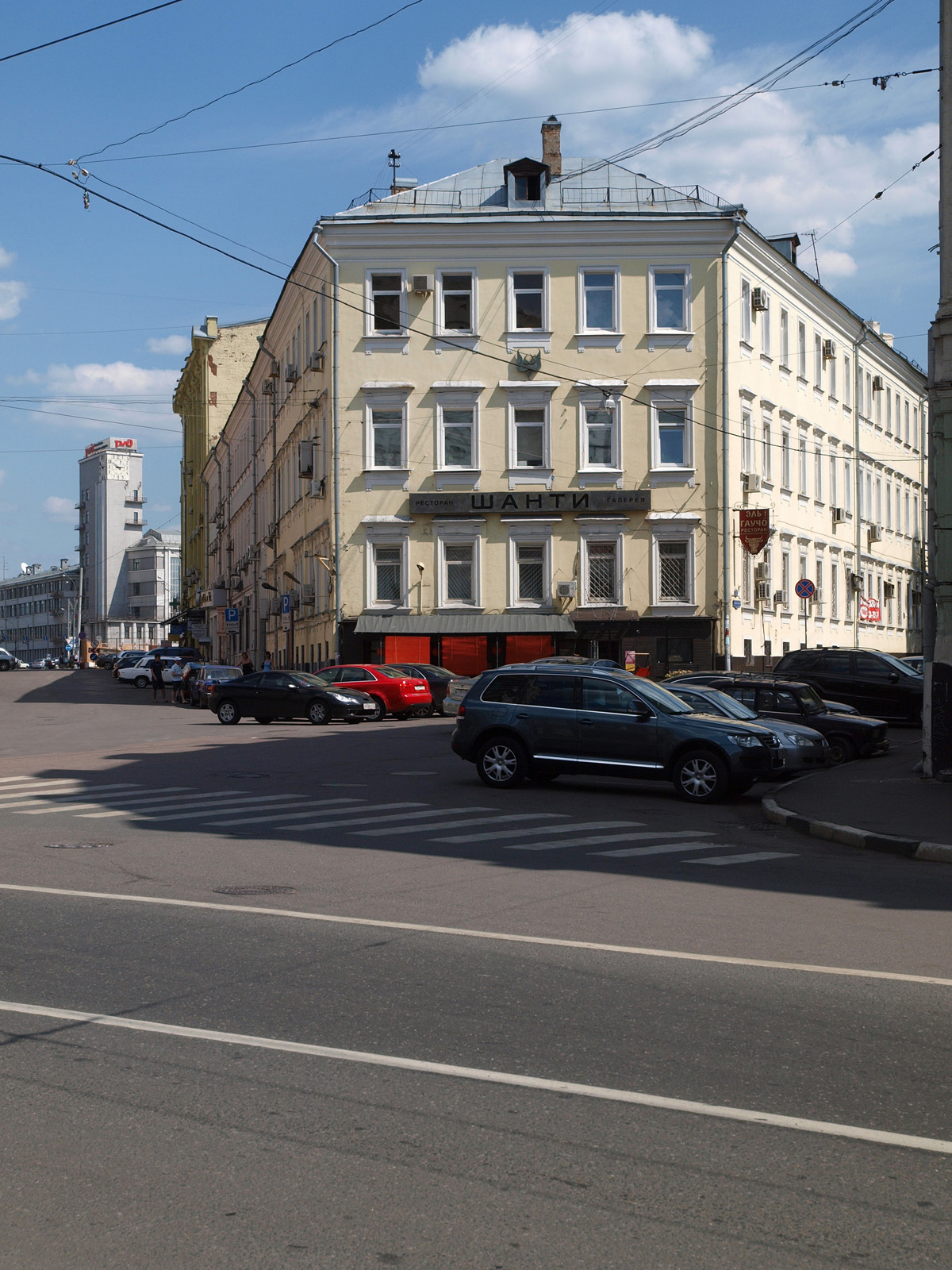
Стрелка Мясницкого проезда (слева) и Большого Козловского переулка (справа). Вид от Мясницкой улицы.

Мясницкий проезд отходит вместе с Большим Козловским переулком справа от Мясницкой улицы недалеко от её выхода на Садовое кольцо. Проезд проходит на восток, срезая угол Мясницкой улицы и Садовой-Спасской улицы, и выходит на Садовое кольцо на площади Красные Ворота рядом со станцией метро «Красные Ворота».

## Здания и сооружения
по нечётной стороне:
- № 3/26 — Доходный дом (1910, архитектор С. К. Готман), сейчас — журнал «Культура здоровой жизни»; представительство Республики Саха (Якутия);
- № 5 — Доходный дом (1902, архитектор Г. А. Кайзер)

по чётной стороне:
- № 2/1 —  ресторан-галерея «Шанти»;
- № 4/3 — Доходный дом Московского Торгово-строительного акционерного общества (1900—1903, архитекторы В. Ф. Валькот и И. Г. Кондратенко[1]). В настоящее время -Международный институт экономики и финансов Государственного университета — Высшей школы экономики; Сберегательный банк РФ (АКСБ РФ), Стромынское отд. № 5281/0270;
- №м 4/3, строение 1 — Гипроторф; издательство «Ценовик».